# Comarca de Alcántara
La comarca de Alcántara se halla situada en el oeste de la provincia de Cáceres, en el límite con Portugal. Se encuentra delimitada por el río Tajo que la atraviesa de este a oeste, el río Salor al sur y las Vegas del Alagón al norte. Está formada por nueve municipios e históricamente ha sido conocida como «Tierra de Alcántara» por haber pertenecido a esta Orden. Es posible también su denominación como Comarca de Brozas, por ser otro de los municipios que la componen.

## Lista de municipios
Según el Ministerio de Agricultura, Alimentación y Medio Ambiente:
- Acehúche
- Alcántara[4]
- Brozas[5]
- Ceclavín[6]
- Mata de Alcántara[7]
- Navas del Madroño[8]
- Piedras Albas
- Villa del Rey[9]
- Zarza la Mayor

En el nuevo ámbito administrativo de Mancomunidades, los municipios de Acehúche, Zarza la Mayor y Ceclavín están encuadrados en la Mancomunidad de la Rivera de Fresnedosa, mientras que el resto lo hace en la Mancomunidad Tajo-Salor. 
En ocasiones puede aparecer incluido el municipio de Garrovillas como parte de la Comarca de Alcántara.

## Historia
En 1594, la Tierra de Alcántara era una comarca de la provincia de Trujillo y contaba con una población de 4066 vecinos pecheros.